# Tommaso Berni
Tommaso Berni (ur. 6 marca 1983 we Florencji) – włoski piłkarz występujący na pozycji bramkarza. Obecnie bez klubu.

## Kariera piłkarska
Tommaso Berni jest wychowankiem Fiorentiny. W 1999 roku trafił do Interu Mediolan. Dwa lata później przeniósł się do angielskiego Wimbledonu. W 2003 roku przeszedł do Ternany, w której w trzech sezonach rozegrał 82 mecze w Serie B. Potem odszedł do S.S. Lazio, występował tu jednak sporadycznie. Po trzech sezonach w tym klubie miał na koncie tylko 2 występy w Serie A. W 2009 roku trafił na zasadzie wypożyczenia do Salernitany. Potem powrócił do Lazio. W 2011 przeszedł do drużyny SC Braga.